# Susanne Wampfler
Susanne Franziska Wampfler (* 13. März 1981), aufgewachsen in Fislisbach, ist eine Schweizer Astrophysikerin und Professorin an der Universität Bern. 
Sie untersucht mit Radioteleskopen Gebiete im Weltall, in denen neue Sterne und Planeten entstehen. Mit ihrer Untersuchung der Sternentstehungsgebiete will Wampfler herausfinden, welche Prozesse zu einer unterschiedlichen Isotopenzusammensetzung führen.
Wampfler erhielt vom Schweizerischen Nationalfonds eine Förderprofessur, mit der hochqualifizierte junge Forschende unterstützt werden. Sie ist zudem Gleichstellungsbeauftragte des Center for Space and Habitability (CSH). Für Schlagzeilen sorgte eine Sendung des Wissenschaftsmagazins Einstein im Schweizer Radio und Fernsehen («Frauen in der Astrophysik»), nach deren Ausstrahlung am 11. Februar 2021 die porträtierten Astrophysikerinnen, darunter Wampfler, beleidigende Kommentare im Netz bekamen. Die Universität Bern wehrte sich öffentlich, bezeichnete die Hasskommentare als «inakzeptabel» und stellte sich vor die Forscherinnen.